# Phobetromyia dumalis
Phobetromyia dumalis là một loài ruồi trong họ Tachinidae.